# Ga Pungmu
Ga Pungmu (Tiếng Hàn: 풍무역, Hanja: 豊舞驛) là ga tàu điện ngầm của Tuyến Gimpo Goldline nằm ở Sau-dong, Gimpo-si, Gyeonggi-do.

## Lịch sử
- 20 tháng 6 năm 2016: Tên ga được xác nhận là Ga Pungmu[1]
- 18 tháng 4 năm 2018: Đổi tên ga thành Ga Pungmusau[2]
- 19 tháng 4 năm 2018: Đổi tên ga trở lại thành Ga Pungmu[3]
- 28 tháng 9 năm 2019: Bắt đầu hoạt động

## Bố trí ga
| ↑ Sau    |
| \| W/B   |
| Gochon ↓ |

| Hướng Tây  | ●Tuyến Gimpo Goldline | ← Hướng đi Yangchon                |
| Hướng Đông | ●Tuyến Gimpo Goldline | → Hướng đi Sân bay Quốc tế Gimpo → |

## Xung quanh nhà ga
- E-mart Traders chi nhánh Gimpo
- Công viên khu phố số 26
- Trường tiểu học Gimpo Shinpung
- Thư viện Pungmu
- Trung tâm phúc lợi hành chính Pungmu-dong
- Trường trung học Yangdo